# Exèrcit Islàmic d'Aden-Abyan
L'Exèrcit Islàmic d'Aden-Abyan (EIAA) és una organització política i militar del Iemen. Agafa el seu nom de l'antic nom de la capital del sud, Aden, abans del domini britànic, i declara lluitar contra la societat secular que predomina al sud del Iemen.
El seu cap fou Zein al-Abideen al-Mehdar (Abu El-Hassan El-Mohader o Abu Hasan Zayn al-Abadin al-Mihdhar, originari de Shabwa). La seva base foren guerrillers que havien retornat vers 1990 o 1991 de lluitar contra els soviètics a l'Afganistan, i van rebre el suport de les autoritats. El Iemen del nord havia incorporat al Iemen del sud comunista i els combatents eren vistos com a aliats en la lluita contra una reacció socialista al sud. El govern els va donar armes i camps d'entrenament. El nom derivava d'un hadith que profetitzava que als darrers dies un exèrcit sortiria d'Aden-Abyan per aconseguir la victòria per Déu que els donaria l'èxit. El moviment hauria obtingut el suport de Tarik al-Fadhli, el sultà de Fadli (fill del darrer sultà Nasir bin Abdullah al-Fadhli) que havia conegut a Osama bin Landen a l'Afganistan i el 1991 havia pogut tornar al Iemen del seu exili a l'Aràbia Saudita. La seva germana estava casada amb el general Ali Muhsin al-Ahmar, el misteriós comandant de la primera divisió cuirassada parent del president Ali Abdullah Saleh (Ali Abdallah al-Salih), que va equipar al moviment; un altre suport destacat fou el xeic Sheikh Abd al-Majid al-Zindani que havia reclutat molts guerrillers per l'Afganistan. Diversos membres de l'Exèrcit Islàmic cobraven sous del govern o eren militars (al-Fadhli va rebre el grau de coronel). Després d'un atac a marines americans el 1992, Tarik al-Fadhli fou detingut però alliberat quan va esclatar la guerra civil uns dos anys després. En la guerra civil de 1994 el moviment fou utilitzat per lluitar contra els secessionistes liderats per l'ex-president del Iemen del sud (i vicepresident del Iemen unificat) Ali Salim al-Bidh.
Posteriorment el control del govern es va afluixar. El desembre de 1998 grup va participar en el segrest de 16 turistes occidentals; els turistes van ser rescatats per les forces de seguretat excepte 4 que van morir junt amb dos segrestadors durant l'operació. Abu El-Hasan, que fou capturat, fou condemnat a mort per aquests fets junt amb dos altres membres del grup, i foren executats el 17 d'octubre de 1999. El grup es va donar per liquidat i la seva base es va desplaçar a la governació de Al Jawf vers 1999 sota la direcció de Khalid Abd al-Nabi, un emigrant iemenita a l'Aràbia Saudita retornat el 1994 per lluitar contra els comunistes. Ratik al-Fadhli se'n va desvincular i va al·legar que des de 1994 ja no n'era membre doncs era partidari de la separació del sud i havia desmantellat les seves forces. La seva participació en l'atac al vaixell americà USS Cole no es va provar però el 6 d'octubre del 2002 va reclamar l'autoria d'un atac contra un petrolier francès (el "Limburg"). Al-Nabi s'hauria sotmès al govern i hauria estat perdonat pel president Ali Abdullah Saleh el 2008 i es diu que tenia una granja. Al-Nabi va demanar al president commutar les sentència d'alguns membres de l'Exèrcit Islàmic empresonats com havia fet diverses vegades especialment abans del 2003 cosa que va contribuir a le reemergència del grup.
El 29 de maig de 2011 l'Exèrcit Islàmic va entrar a Zinjibar i prengué el control de la ciutat tot i els forts controls militars que impedien l'accés. Una part de la governació ja estava en les seves mans i segurament comptaven amb el suport de la tribu Fadli. El 30 de maig es va proclamar l'Emirat Islàmic d'Abyan. El juliol de 2011 quasi tota la governació estava en mans dels rebels, probablement per una aliança entre militars reformistes, secessionistes sudiemenites i islamistes.